# آيت وغاد (بوتفردة)
آيت وغاد هي إحدى مشيخات المملكة المغربية، تتبع جغرافيا لإقليم بني ملال وإداريًا لبوتفردة. يقدر عدد سكانها بـ 3401 نسمة حسب الإحصاء الرسمي للسكان والسكنى لسنة 2004.